# Innokentij (Frolov)
Innokentij (světským jménem:  Alexandr Anatoljevič Frolov; * 22. února 1979, Fergana) je uzbecký duchovní Ruské pravoslavné církve a biskup nikolajevský a bogorodský.

## Život
Narodil se 22. února 1979 ve Ferganě.
Dne 16. června 2001 dokončil studium na Brjanské státní univerzitě, kde získal pedagogická titul se specializací v tělesné výchově a sportu. Stejného roku vstoupil do monastýru svatého archanděla Michaela ve vesnici Kozicha Novosibirské oblasti.
Dne 14. března 2003 byl arcibiskup novosibirským a berdským Tichonem (Jemeljanovem) postřižen na monacha a přijal mnišské jméno Innokentij na počest svatého mučedníka Innokentije, presbytera Novosibirského.
Dne 26. února 2006 byl rukopoložen na hierodiakona.
Roku 2007 dokončil dálkové studium na Tomském duchovním semináři.
Dne 21. února 2010 byl rukopoložen na jeromonacha.
V letech 2010–2015 přednášel systematickou teologii na Novosibirském duchovním semináři.
Roku 2017 dokončil dálkové studium Moskevské duchovní akademie.
V říjnu 2018 byl dán k dispozici arcibiskupů solněčnogorskému Sergiju (Čašinu), který jej ustanovil duchovním při patriarchálním podvorje chrámu Ikony Matky Boží "Sporitelnica chlebov" v sídle Priazovskij Krasnodarského kraje.
Dne 6. září 2019 byl dán k dispozici metropolitu chabarovskému a priamurskému. Byl duchovním Chabarovského duchovního semináře, představeným monastýru a podnikal misie v Chabarovském kraji. Dne 5. února 2020 byl zařazen do kléru chabarovské eparchie.
Dne 31. srpna 2020 byl jmenován blagočinným Nikolajevského vikariátu chabarovské eparchie a představeným chrámů svatého Mikuláše Divotvorce Nikolajevska na Amuru.
Dne 24. března 2022 jej Svatý synod zvolil biskupem nikolajevským a bogorodským. Dne 30. března byl v Novospasském monastýru Moskvy povýšen metropolitou voskresenským Dionisijem (Porubajem) na archimandritu.
Dne 6. dubna 2022 byl oficiálně jmenován biskupem a o den později proběhla v chrámu Krista Spasitele v Moskvě jeho biskupská chirotonie. Světiteli byli patriarcha moskevský Kirill, metropolita voskresenský Dionisij (Porubaj), metropolita chabarovský a priamurský Artemij (Snigur), metropolita barnaulský a altajský Sergij (Ivannikov), biskup vaninský a perejaslavský Aristarch (Jacurin), biskup amurský a čegdomynský Nikolaj (Ašimov), biskup karasukský a ordynský Filipp (Novikov), biskup nižnětagilský a něvjanský Feodosij (Čaščin) a biskup armavirský a labinský Vasilij (Kulakov).